# 永和証券
永和証券株式会社（えいわしょうけん）は、大阪府にある証券会社。

## 概要
株式・REIT・ETF・ETN（国内上場株式等）、先物取引・オプション取引（派生商品）、米国株式・中国株式（外国株式）、国債・社債・外債（債券）、国内外の投資信託（投資信託）を取り扱う金融商品取引業者。

## 財務健全性
「自己資本規制比率」は、273.6%（2019年3月期）と、下回ると内閣総理大臣への届出が必要となる140%、同じく下回ると業務改善命令の対象となる120％、同じく下回る3ヶ月以内の期間にわたり業務の全部または一部停止処分の対象となる100%を大きく上回る。

## 沿革
- 1949年4月 - 山政証券株式会社設立
- 1950年1月 - 永和証券株式会社に改称
- 1950年3月 - 岸和田出張所開設（現岸和田支店）
- 1950年3月 - 大阪証券取引所正会員権取得
- 1978年8月 - 阪南営業所開設（現阪南支店）
- 1985年10月 - 東京営業所開設（現東京支店）
- 1990年4月 - 羽曳野営業所開設（現羽曳野支店）
- 1995年10月 - 東京証券取引所正会員権取

## 事業所
- 本店（大阪市中央区）
- 岸和田支店（岸和田市）
- 阪南支店（阪南市）
- 羽曳野支店（羽曳野市）
- 東京支店（東京都中央区）